# Ioan Andrieșescu
Ioan Andrieșescu (Jászvásár, 1888. május 2. – Bukarest, 1944. december 17.) román régész. 1928-ban a Román Akadémia levelező tagjává választották.

## Élete és munkássága
Ioan Andrieșescu 1888. május 2-án született Iași-ban, magyar nevén Jászvásáron. Közép- és felsőfokú tanulmányait is Iași-ban végezte. 1903 és 1906 között a Iași-i Nemzeti Gimnáziumban tanult, majd beiratkozott az ugyanott működő bölcsészkarra. Miután 1912-ben Iași-ban megvédte doktori disszertációját, Berlinbe utazott, ahol ókori történelmet és őstörténetet tanult. Berlinben és Bécsben szakosodott.
Kutatási céllal meglátogatta Görögországot, Olaszországot, Svédországot, Dániát, Franciaországot.
1918-1919-ben középiskolai tanár, 1920-ban történelemtudományi doktorátust szerzett, a Iași-i Filozófiai és Irodalmi Kar helyettesítő tanára, 1923-tól egyetemi tanár, 1927-től a Bukaresti Egyetem Történelemtudományi Karának őstörténet-professzora, 1927-1938 között az őstörténeti szeminárium igazgatója, 1938-1944 között a régészet és őstörténet professzora, 1927-1935 között a bukaresti Nemzeti Régészeti Múzeum igazgatója.
A Műemléki Bizottság tagja, 1928. május 26-án a Román Akadémia levelező tagjává választotta, 1929-től a Német Régészeti Intézet és 1933-tól a londoni Régiségtudományi Társaság tagja. 
Szakterülete a régészet, az ősközösségek története. Vasile Pârvannal együtt a román régészeti iskola megteremtőjének tartják. Ő alapította meg a román történetírás új szakterületét: az őstörténetet. Az Istriában és Dobrudzsa (Kis-Szkítia) más területein végzett ásatásokra alapozott Nemzeti Régiségtárat és a Művészettörténeti Intézetet Ioan Andrieșescu alapította más szakemberekkel együtt.

## Elismerései
- „A 25 éves állami szolgálatban eltöltött munkásság jutalma” kitüntető jelvény (1941. október 13.).
- Bukarestben és Piteștiben utca viseli a nevét

## Munkái
- Contribuție Dacia înainte de romani, Iași, 1912, VIII.
- Asupra epocei de bronz în România. 1. Un depozit de bronz la Sinaia. 2. Obiectele de bronz de la Predeal, Buletinul Comisiei Monumentelor Istorice, 1915.
- Din Preistoria Olteniei. Fragment de început, in "Lui N. Iorga-Omagiu", Craiova, Ramuri, 1921.
- Dacia în antichitate și în evul mediu, in Adevărul literar si artistic, V 1924.
- De la preistorie la evul mediu. Păreri îndrumătoare și fapte arheologice și istorice, București, 1924.
- Les fouilles de Sultana, in Dacia, I (1924).
- Piscul Crăsani. Descoperirile arheologice din vara anului 1923, in Analele Academiei Romane Memoriile Sectiei Istorice, s. 3, t. 3, m. 1 (1924).
- Considerațiuni asupra tezaurului de la Vâlci Trân lîngă Plevna (Bulgaria). Cu o notă complementară de V. Pârvan, Analele Academiei Romane Memoriile Sectiei Istorice, s. 3, t. 5, m. 2 (1925).
- Nouvelles contributions sur l'age du bronze de Roumanie. Le depot de bronzes de Drajna de Jos et l'epee de Bucium, in Dacia, II (1925).
- Artele în timpurile preistorice la noi, in "Arta si tehnica grafică", nr. 4-5 (1939).

## Fordítás
Ez a szócikk részben vagy egészben  az   Ioan Andrieșescu című román Wikipédia-szócikk fordításán alapul.  Az eredeti cikk szerkesztőit annak laptörténete sorolja fel. Ez a jelzés csupán a megfogalmazás eredetét és a szerzői jogokat jelzi, nem szolgál a cikkben szereplő információk forrásmegjelöléseként.